# Alyssum fulvescens
Alyssum fulvescens är en korsblommig växtart som beskrevs av James Edward Smith. Alyssum fulvescens ingår i släktet stenörter, och familjen korsblommiga växter. Inga underarter finns listade i Catalogue of Life.